# 三教乡 (井研县)
三教乡，是中华人民共和国四川省乐山市井研县曾经下辖的一个乡。2019年12月，撤销宝五乡和三教乡，设立宝五镇，以原宝五乡和原三教乡所属行政区域为宝五镇的行政区域。

## 行政区划
三教乡撤销前下辖以下地区：
三教街社区、三教村、高庙村、瓦窑村和大光明村。